# Kiwimiris
Kiwimiris is een geslacht van wantsen uit de familie van de Miridae (Blindwantsen). Het geslacht werd voor het eerst wetenschappelijk beschreven door Eyles & Carvalho in 1995.

## Soorten
Het genus bevat de volgende soorten:

- Kiwimiris bipunctatus Eyles & Carvalho, 1995
- Kiwimiris coloratus Eyles & Carvalho, 1995
- Kiwimiris concavus Eyles & Carvalho, 1995
- Kiwimiris melanocerus Eyles & Carvalho, 1995
- Kiwimiris niger Eyles & Carvalho, 1995